# 彭利人
彭利人（1903年—1951年12月30日）。江蘇省上海縣人。1950年在江蘇省第三選區遞補當選第一屆立法委員。

## 生平
- 民國15年（1926年），加入中國國民黨，為監察委員[2][3]，上海縣第二區區長[4]
- 民國20年（1931年），上海縣教育局教育行政委員會委員、中國國民黨上海縣黨部委員[5]
- 民國22年（1933年），中國國民黨上海縣黨部執行委員[6]
- 民國23年（1934年），上海私立振德中小學校校長[7][8]
- 民國24年（1935年），中國國民黨特務工作總部上海區區長[9]
- 民國29年（1940年），戰時勞工協進社常務理事[10]
- 民國30年（1941年）1月15日，中國勞工協會第三屆理事[11]
- 民國32年（1943年）3月30日，中國勞動協會第四屆理事[12]
- 民國33年（1944年）7月24日，在重慶發起組織中國廢物利用研究會[13]
- 民國35年（1946年）11月9日，任國民政府社會部視導、視導室主任[14]、工人科科長
- 民國36年（1947年）1月30日，行政院綏靖區政務委員會督察團團員[15]
- 民國37年（1948年），社會部救濟工作督導組第二組主任[16]
- 民國38年（1949年），任社會部組訓司副司長
- 民國38年（1949年）1月19日，任社會部人民團體司長[17]
- 1950年10月2日，在江蘇省第三選區遞補當選第一屆立法委員[18]
- 1951年3月，勞工福利考察團團員[19]
- 1951年12月30日，在日本東京病故[20][21]

## 著作
- 〈工會組織問題〉，彭利人，《社會工作通訊》，1944，第1卷，第5期，18-20
- 〈吳語：貢獻流浪的同鄉們〉，彭利人，《蘇訊》，1941，第24期，1-16
- 〈會組訓工作的檢討〉，彭利人，《鹽工導報》，1942，第4期，13-14
- 〈健全工會基層組織是當前的中心工作〉，彭利人，《鹽工導報》，1943，第9-10期，7-9